# Moura, Bồ Đào Nha
Moura là một huyện thuộc tỉnh Beja, Bồ Đào Nha. Huyện này có diện tích 959 km², dân số thời điểm năm 2001 là 16590 người.